# Retro (EP)
Retro es el único EP, hecho en formado de 12", de la banda de new wave Ultravox!, lanzado el 10 de febrero de 1978. Este fue el último disco en que la banda se haría llamar como "Ultravox!", quitándose el signo de admiración (!) para siguientes propagandas y discos realizados, y en que el guitarrista original, Stevie Shears, participaría, siendo echado del grupo poco después de su lanzamiento.
Éste era un EP que contenía cuatro canciones en vivo, durante los conciertos de Ultravox! durante la gira promocional de los álbumes Ultravox! y Ha! Ha! Ha!.
En 2006, las canciones fueron relanzadas como canciones extras en las reediciones de dichos álbumes. Las canciones de la cara A, fueron incluidas en Ha! Ha! Ha!, y las de la cara B en Ultravox!.

## Canciones
Todas las canciones fueron compuestas por Ultravox!

### Cara A
1. «The Man Who Dies Every Day» (en directo en el Huddersfield Polytechnic)
2. «Young Savage» (en directo en el The Marquee)

### Cara B
1. «The Wild, The Beautiful And The Damned» (en directo en The Rainbow)
2. «My Sex» (en directo en el Huddersfield Polytechnic)